# Bernarda Geiler
Bernarda Geiler OCist (* 1879 in Karlsruhe; † 28. September 1947 in Lichtenthal) war eine deutsche Zisterzienserin und von 1928 bis 1947 Äbtissin des Zisterzienser-Klosters Lichtenthal.

## Leben
Maria Bernarda Geiler stammte aus Karlsruhe und hatte zunächst das Handwerk der Malerei und der Grafik erlernt. Noch unter ihrer Vorgängeräbtissin Gertrudis Molz wurde sie Priorin und machte sich bei den Bestrebungen um den Wiederanschluss des Klosters an den Orden der Zisterzienser durch Korrespondenzen verdient. Nachdem Äbtissin Gertrudis Molz am 11. November 1928 verstorben war, wurde Bernarda Geiler am 22. November 1928 zur 42. Äbtissin des Klosters Lichtenthal gewählt. Die Benediktion durch Erzbischof Karl Fritz erfolgte am 3. Dezember 1928 im Beisein des Mehrerauer Generalabts Kassian Haid und des Bronnbacher Abts Bernhard Widmann.
Äbtissin Bernarda war als Künstlerin nicht nur um den Erhalt der klostereigenen Kunstwerke besorgt, sie ließ auch eine Paramenten- und Webwerkstatt sowie eine grafische Werkstatt einrichten. Die Gründung des Lichtenthaler Kunstverlags hatte sie im Jahr 1938 veranlasst. Zur Stärkung der Ordensdisziplin ließ sie die Jahresexerzitien wieder einführen, die durch einen Zisterzienser, zumeist von einem Mitglied des Konvents aus Mehrerau gehalten wurden.
Während der Kriegsjahre wurde die Privatschule am 19. März 1940 von den Nationalsozialisten geschlossen und ab Juli 1940 musste der Konvent Kriegsgefangene mit Nahrungsmitteln versorgen. Als auch dem Kloster die Schließung drohte, fügte Äbtissin Bernarda der wahrscheinlich ältesten Marienstatue des Klosters, der sogenannten Schlüsselmuttergottes, zu den beiden bereits vorhandenen Schlüsseln, noch symbolisch den Schlüssel des Klostertores zu, um damit Schutz für das Kloster zu ersuchen.
1941 wurden Vertriebene aus Bukowina aufgenommen und im Schulgebäude einquartiert. Der aus Mehrerau vertriebene Prior Pater Laurenz Göppel wurde im Oktober 1941 in Lichtenthal aufgenommen, er blieb bis zum Kriegsende im Mai 1945. Äbtissin Bernarda Geiler starb am 28. September 1947. Ihre Nachfolgerin im Amt als Äbtissin des Klosters Lichtenthal wurde die bisherige Priorin Adelgundis Lohrmann.